# Pala Pedregosa de Llessui
La Pala Pedregosa de Llessui és una muntanya termenal entre la Torre de Cabdella, dins del seu terme primitiu, i Sort (a l'antic terme de Llessui), i, per tant, entre les comarques del Pallars Jussà i del Pallars Sobirà. La Pala Pedregosa és, pròpiament, la pala existent en el seu vessant sud-oest, tot i que entre els muntanyencs se sol utilitzar pala com a sinònim de pic, en aquest i alguns altres casos de muntanyes de la zona.
Està situat al sud del Pic de la Mainera. i al nord-nord-est del Montorroio, a llevant de la zona lacustre del nord-est del terme de la Torre de Cabdella. L'Estany Gento és dessota seu, al seu sud-oest.
Tot i que la toponímia oficial no ho fa, caldria diferenciar el cim de la muntanya, que seria, pròpiament, el Pic de la Pala Pedregosa de Llessui, del vessant sud-occidental de la muntanya, que forma una pala: la Pala Pedregosa de Llessui.